# چاه زرد شماره ۳
چاه زرد شماره ۳ یک منطقهٔ مسکونی در ایران است که در دهستان گلستان (سیرجان) واقع شده‌است. چاه زرد شماره ۳۸ نفر جمعیت دارد.